# Edsbyverken
Edsbyverken eller AB Edsbyverken är ett företag som tillverkar och säljer möbler för kontor och offentlig miljö samt skolmöbler.

## Historia
Edsbyverken påbörjade sin tillverkning av möbler redan 1899 och idag är branschen deras huvudområde. De är även kända för tidigare tillverkning av skidor där de har tilldelats titeln världens största skidtillverkare. Tillverkningen av skidor upphörde dock år 1984, därefter koncentrerade de sig på kontorsmöbler. Företaget var det första kontorsmöbelföretaget att tilldelas Svanenmärkning, detta skedde 2001. Idag är 75% eller mer av det som levereras från Edsbyn Svanenmärkt. Företaget innehar certifieringarna ISO 9001 och ISO 14001. Huvudkontoret är beläget i Edsbyn i Hälsingland.